# 聯合國郵政管理處

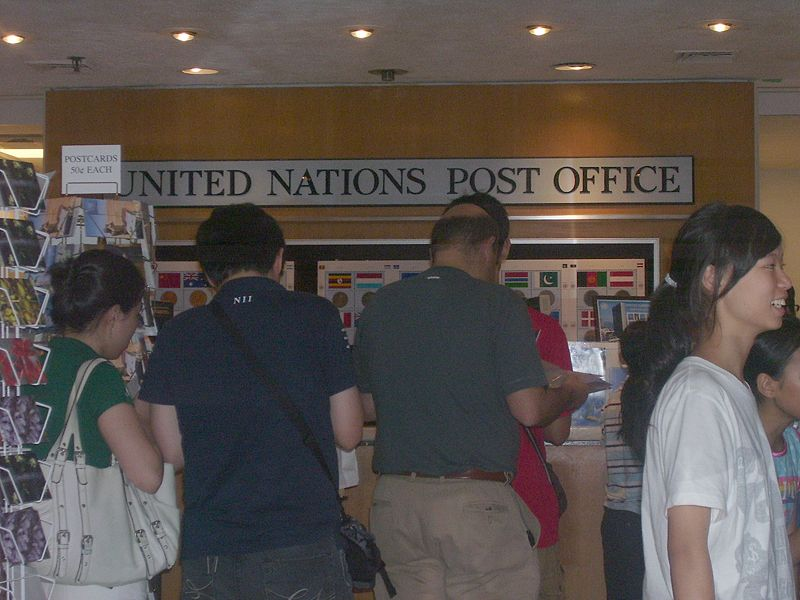
位於紐約聯合國總部內的联合国邮局。

聯合國郵政管理處（英語：United Nations Postal Administration，縮寫：UNPA）簡稱郵管處，成立於1950年，是聯合國處理其郵政事務的機構，分別在聯合國位於紐約、日內瓦及維也納的總部及辦事處發行以美元、瑞士法郎和歐元三個貨幣為面額的郵票，亦只能在上述三个地方的联合国邮局使用。
郵管處的兩項業務為透過發行郵票來宣傳聯合國系統的各項活動和目標，並同時增加聯合國的收入。

## 外部連結
- 聯合國郵政管理處 （页面存档备份，存于）（简体中文）（意大利文）（法文）（西班牙文）（英文）（德文）